# Todo cambió
Todo cambió es el título del álbum debut de estudio grabado por el grupo de pop rock mexicano Camila. Fue lanzado al mercado bajo el sello discográfico Sony BMG Norte el 9 de mayo de 2006 y una edición especial del álbum también fue lanzada al mercado el 21 de agosto de 2007. El álbum fue producido por el cantautor, vocalista y líder de la banda Mario Domm.
El 21 de agosto de 2007, una edición especial del álbum fue lanzado. Incluye la lista de canciones de la versión original, con 3 canciones acústicas y una nueva canción, Sólo para tí, que fue grabada para la banda sonora de la película mexicana Cansada de besar sapos (2006). Un DVD también se incluye con los 4 videos musicales
La versión brasileña incluye una nueva versión de la canción «Abrázame» con la cantante brasileña Wanessa Camargo (que también escribió versos en portugués para la canción ), con un nuevo títuloː «Abrázame/Me Abrace».
Forma parte de la lista, publicada en 2012 por Sony Music, de los 100 discos que debes tener antes del fin del mundo.

## Lista de canciones
Lista de canciones según Billboard.

| N.º   | Título                       | Escritor(es)                      | Duración |  |
| 1.    | «Abrázame»                   | Mario Domm                        | 3:51     |  |
| 2.    | «U Got My Love»              | Mario Domm · Xuan Long            | 3:15     |  |
| 3.    | «Me bastó»                   | Mario Domm · Samo · Pablo Hurtado | 3:13     |  |
| 4.    | «Todo cambió»                | Mario Domm · José Luis Ortega     | 3:14     |  |
| 5.    | «Coleccionista de canciones» | Mario Domm · Paulyna Carraz       | 5:07     |  |
| 6.    | «Yo quiero»                  | Mario Domm · Etore Grenci         | 3:28     |  |
| 7.    | «Me da igual»                | Pablo Hurtado                     | 3:38     |  |
| 8.    | «Va para ti»                 | Mario Domm                        | 2:59     |  |
| 9.    | «Sin tu amor»                | Mario Domm · Samo                 | 2:43     |  |
| 10.   | «Perderte de nuevo»          | Mario Domm · Samo · María Bernal  | 3:00     |  |
| 11.   | «Nanga ti feo»               | Demetrio López                    | 2:39     |  |
| 35:28 |                              |                                   |          |  |

| Edición especial |                                                 |                             |          |  |
| N.º              | Título                                          | Escritor(es)                | Duración |  |
| 12.              | «Abrázame» (Versión acústica)                   | Mario Domm                  | 3:51     |  |
| 13.              | «Coleccionista de canciones» (Versión acústica) | Mario Domm · Paulyna Carraz | 4:36     |  |
| 14.              | «U Got My Love» (Versión acústica)              | Mario Domm · Xuan Long      | 2:54     |  |
| 15.              | «Sólo para ti»                                  | Mario Domm                  | 3:08     |  |

| Edición de España |                              |                                 |          |  |
| N.º               | Título                       | Escritor(es)                    | Duración |  |
| 1.                | «Abrázame»                   | Mario Domm                      | 3:51     |  |
| 2.                | «Me bastó»                   | Mario Domm, Samo, Pablo Hurtado | 3:20     |  |
| 3.                | «Todo cambió»                | Mario Domm, Jose Luis Ortega    | 3:18     |  |
| 4.                | «Coleccionista de canciones» | Mario Domm, Paulyna Carraz      | 5:15     |  |
| 5.                | «Yo quiero»                  | Mario Domm, Etore Grenci        | 3:30     |  |
| 6.                | «Me da igual»                | Pablo Hurtado                   | 3:40     |  |
| 7.                | «Va para ti»                 | Mario Domm                      | 3:05     |  |
| 8.                | «Sin tu amor»                | Mario Domm, Samo                | 2:50     |  |
| 9.                | «Perderte de nuevo»          | Mario Domm, samo, Maria Bernal  | 2:55     |  |
| 10.               | «U Got My Love»              | Mario Domm, Xuan Long           | 3:30     |  |
| 11.               | «Nanga ti feo»               | Demetrio López                  | 2:40     |  |
| 12.               | «Sólo para ti»               | Mario Domm                      | 3:02     |  |
| 13.               | «Yo soy quien»               | Mario Domm                      | 3:07     |  |

| Edición de Brasil |                                                  |               |          |  |
| N.º               | Título                                           | Escritor(es)  | Duración |  |
| 13.               | «Abrázame/Me abrace» (dueto con Wanessa Camargo) | Domm, Camargo | 3:51     |  |

## DVD
| Edición Especial - DVD |                                                      |                                |          |  |
| N.º                    | Título                                               | Escritor(es)                   | Duración |  |
| 1.                     | «Abrázame»                                           | Mario Domm                     | 3:51     |  |
| 2.                     | «Coleccionista de canciones»                         | Mario Domm · Pauylina Carraz · | 5:20     |  |
| 3.                     | «Todo cambió»                                        | Mario Domm · José Luis Ortega  | 3:15     |  |
| 4.                     | «Sólo para ti»                                       | Mario Domm                     | 3:05     |  |
| 5.                     | «Esto es verdad: La historia de Camila» (Documental) |                                |          |  |
| 6.                     | «Galería de fotos»                                   |                                |          |  |

## Créditos y personal
- Mario Domm — Piano, arreglista, órgano Hammond, programación, voz , didjeridu , piano Rhodes , realización, grabación
- Samo - Arreglo de voz, Gospel
- Pablo Hurtado — Guitarra, pedal steel, arreglista, guitarra slide, electrónicos, voz, asistente de edición
- Freddy Cañedo — Arreglista , bajo
- Gabriel Castañón — edición digital, mezcla, grabación
- Daniel Castillo — Voz, asistente
- Benny Faccone — Grabación
- Paul Forat — productor ejecutivo , A & R
- Carlos García — A&R
- Bernie Grundman — Masterización
- Jorge Juárez — Percussion
- Peter Mokran — Mezcla
- Daniel Parra — Adaptación
- Edy Vega — Arreglista, batería
- David West — Percusión
- Seth Waldmann — Asistente
- Ricardo Calderón — Fotografía

## Listas
| Lista (2006/2008)               | Máxima posición |
| ------------------------------- | --------------- |
| Mexican Albums Chart            | 2               |
| U.S. Billboard 200              | 76              |
| U.S. Billboard Top Latin Albums | 1               |
| U.S. Billboard Latin Pop Albums | 1               |
| U.S. Billboard Top Heatseekers  | 5               |

### Certificación
| País                     | Proveedor | Certificación | Ventas  |
| ------------------------ | --------- | ------------- | ------- |
| México                   | AMPROFON  | 3× Platino    | 300.000 |
| Argentina CD+DVD Edition | CAPIF     | Oro           | 20.000  |
| Argentina                | CAPIF     | Oro           | 20.000  |

### Sucesión y posicionamiento
| Predecesor: La radiolina de Manu Chao                 | U.S. Billboard Top Latin Albums — Álbum N°. 1 (Primera vuelta) 29 de septiembre de 2007 - 5 de octubre de 2007 | Sucesor: 90 millas de Gloria Estefan                                |
| Predecesor: Qué ganas de volver de Conjunto Primavera | U.S. Billboard Top Latin Albums — Álbum N°. 1 (Primera vuelta) 1 de marzo de 2008 - 7 de marzo de 2008         | Sucesor: En vivo: Desde el Auditorio Nacional de K-Paz de la Sierra |

| Predecesor: Viento a favor de Alejandro Fernández        | U.S. Billboard Latin Pop Albums — Álbum N°. 1 (Primera vuelta) 4 de agosto de 2007 - 7 de septiembre de 2007       | Sucesor: Quién dijo ayer de Ricardo Arjona            |
| Predecesor: Quién dijo ayer de Ricardo Arjona            | U.S. Billboard Latin Pop Albums — Álbum N°. 1 (Segunda vuelta) 15 de septiembre de 2007 - 21 de septiembre de 2007 | Sucesor: La radiolina de Manu Chao                    |
| Predecesor: La radiolina de Manu Chao                    | U.S. Billboard Latin Pop Albums — Álbum N°. 1 (Tercera vuelta) 29 de septiembre de 2007 - 5 de octubre de 2007     | Sucesor: La mejor... colección de Marco Antonio Solís |
| Predecesor: La vida... es un ratico de Juanes            | U.S. Billboard Latin Pop Albums — Álbum N°. 1 (Cuarta vuelta) 19 de enero de 2008 - 15 de febrero de 2008          | Sucesor: La mejor... colección de Marco Antonio Solís |
| Predecesor: La mejor... colección de Marco Antonio Solís | U.S. Billboard Latin Pop Albums — Álbum N°. 1 (Quinta vuelta) 23 de febrero de 2008 - 11 de abril de 2008          | Sucesor: 95/08 éxitos de Enrique Iglesias             |